# Danska folkkyrkan
Danska folkkyrkan (danska: Folkekirken eller den danske folkekirke) är Danmarks evangelisk-lutherska statskyrka. Kyrkan hade 70,7 procent av Danmarks invånare som medlemmar 2025. Danska kyrkan tillhör Lutherska världsförbundet.
Ända sedan reformationen då Folkekirken skapades har Danmark haft en erkänd statskyrka. Statskyrkan sköter många av de uppgifter som tidigare sköttes även av Svenska kyrkan i Sverige då den senare hade en liknande roll. Folkekirken registrerar namnändringar, födslar, och dödsfall etcetera. Undantaget gäller det som tidigare var Sønderjyllands amt i nuvarande Region Syddanmark där sådant sköts av kommunerna, detta som ett arv från den tiden då området tillhörde Preussen (1867-1920).
Kyrkan är indelad i elva stift varav ett finns på Grönland. Under sig har dessa 2 400 kyrkor. Bornholm hör till Köpenhamns stift. Färöarnas stift lämnade Danska folkkyrkan 2007 och blev en självständig kyrka, Färöarnas folkkyrka.

## Stift
- Köpenhamns stift
- Helsingörs stift
- Roskilde stift
- Lolland-Falsters stift
- Fyns stift
- Ålborgs stift
- Viborgs stift
- Århus stift
- Ribe stift
- Haderslevs stift
- Grönlands stift

## Bilder

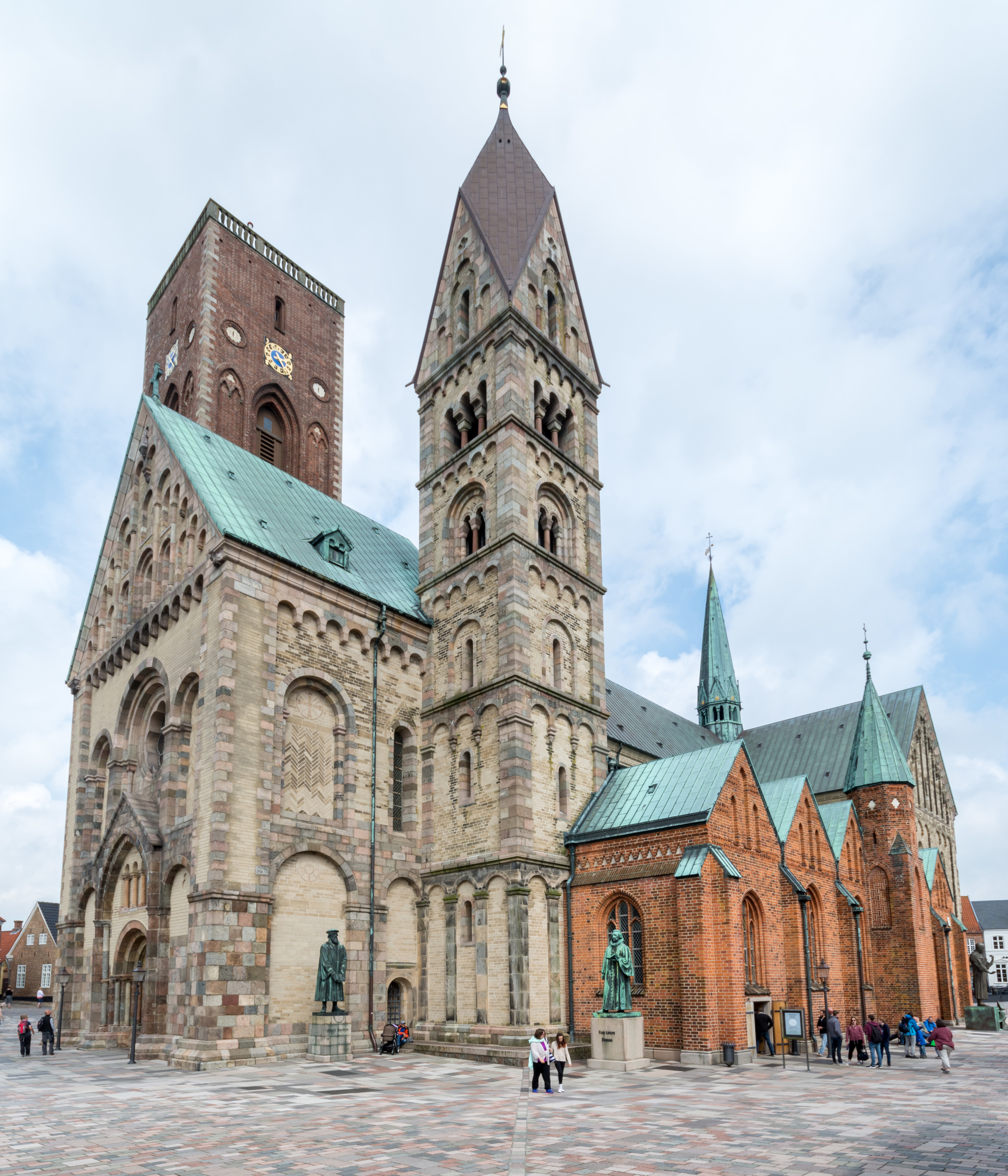
Ribe domkyrka.
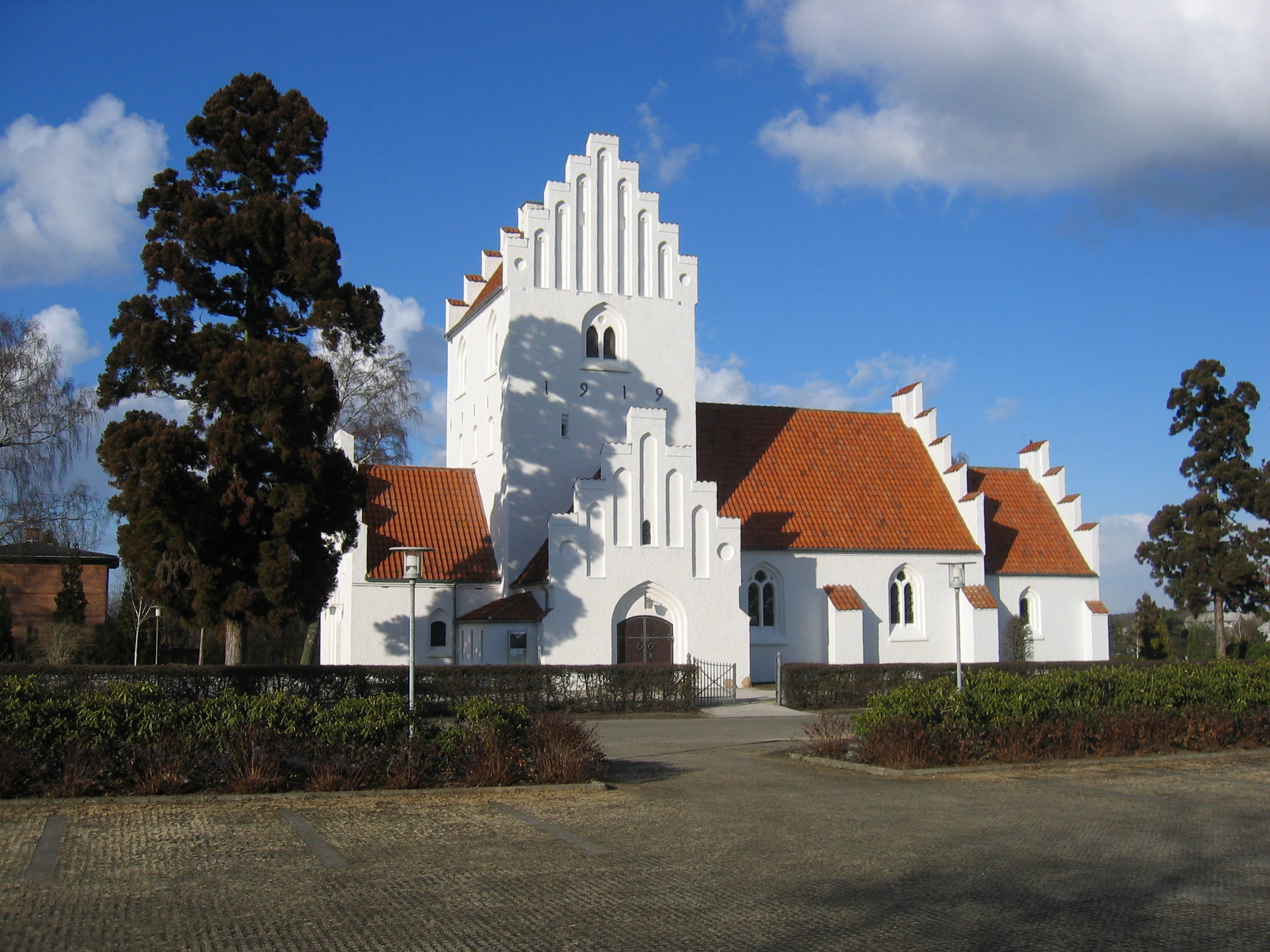
Lundtofte Kirke.
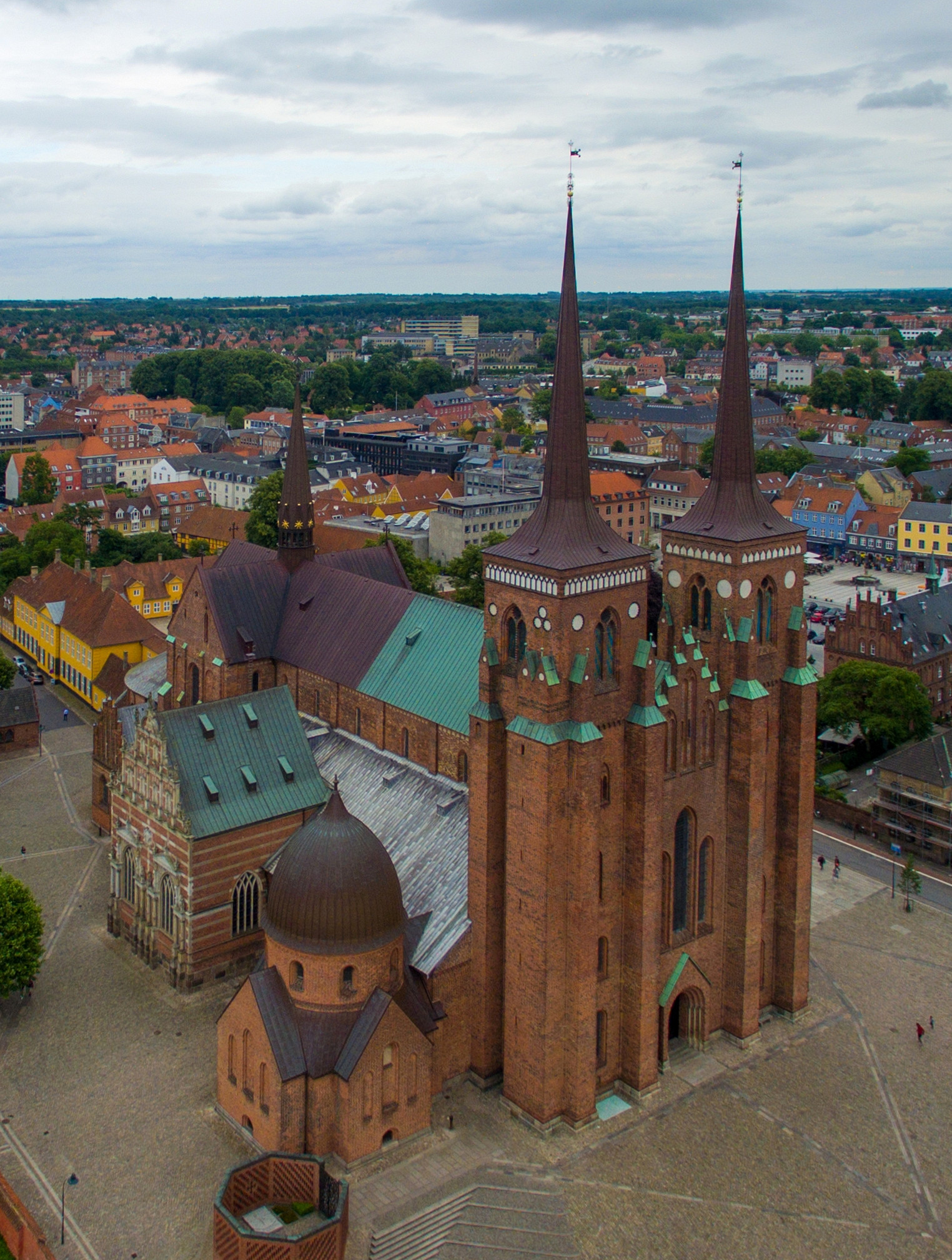
Roskilde domkyrka.
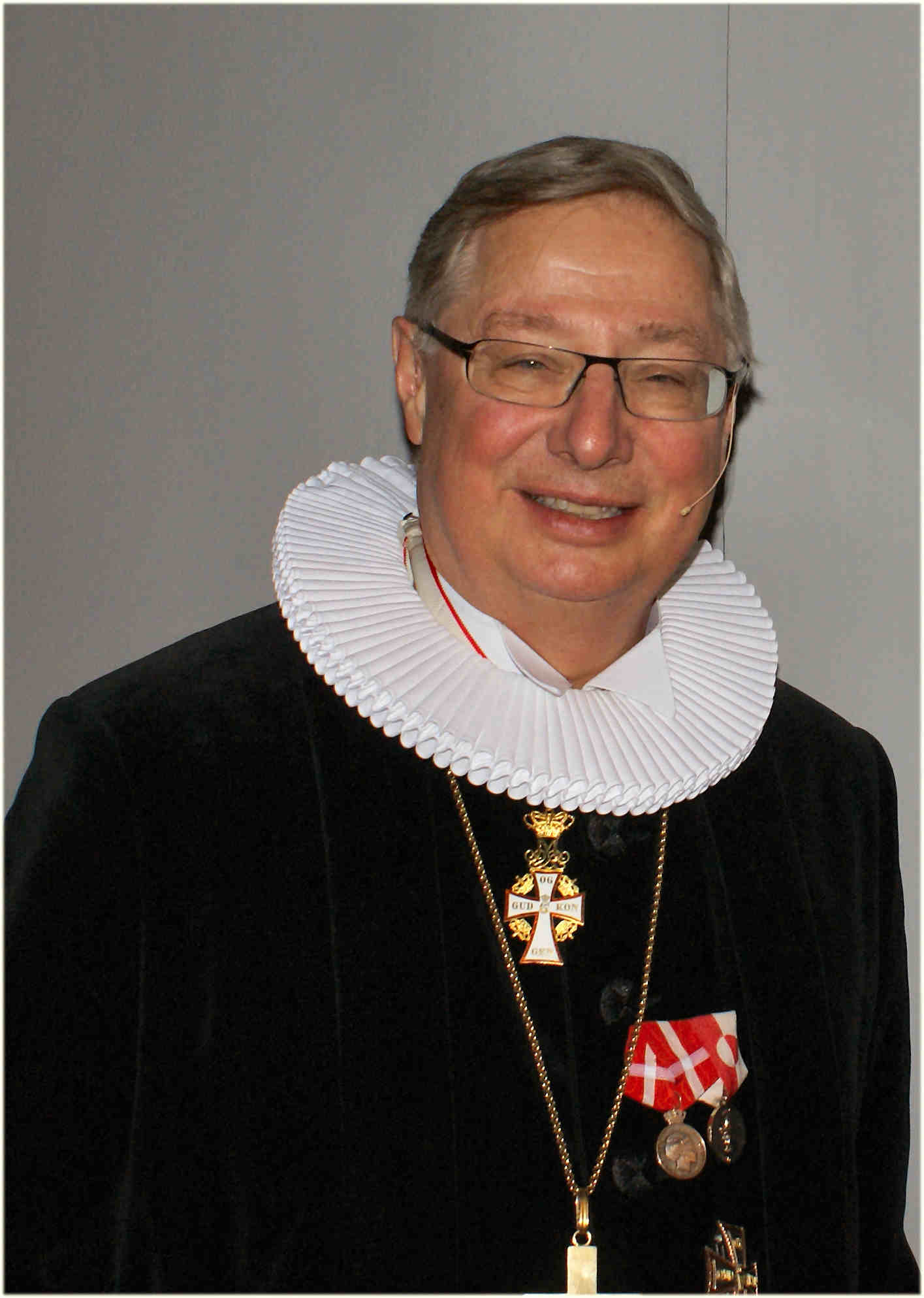
Biskop Svendsen.
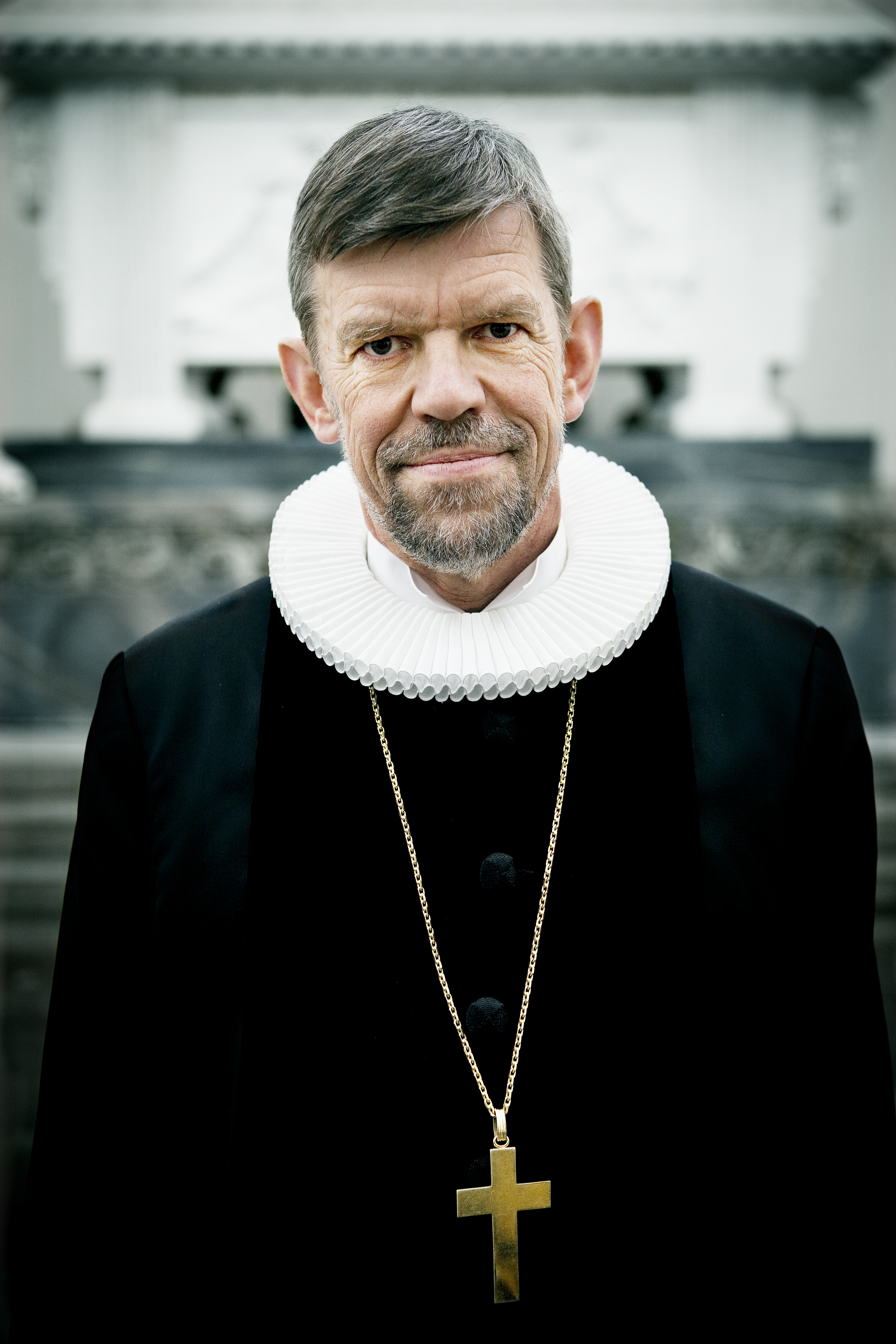
Biskop Fischer-Møller.